# António Gonçalves de Freitas
António Gonçalves de Freitas (Ponta Delgada (ilha da Madeira), 5 de Dezembro de 1827 — Lisboa, 14 de Julho de 1875) foi um político madeirense que se destacou como deputado às Cortes, onde teve importante papel na defesa dos interesses das populações das Ilhas Adjacentes. Bacharel formado em Direito pela Universidade de Coimbra, exerceu a advocacia e afirmou-se como fiscalista. Era irmão do primeiro e único visconde de Gonçalves de Freitas, também deputado, e pai do também deputado Luís António Gonçalves de Freitas. Como deputado, foi um dos membros da comissão parlamentar que conduziu o processo de aprovação do Código Civil de 1867.

## Biografia
Nasceu na freguesia de Ponta Delgada, concelho de São Vicente, na ilha da Madeira, filho de António Joaquim Gonçalves de Freitas, capitão do Exército Português, também natural de Ponta Delgada, e de Eulália Cândida de Freitas, filha do capitão Venâncio João de Freitas, do Campanário, e de Joana Rita de Freitas, de São Vicente.
Pertencente a uma influente família madeirense, depois de estudos preparatórios realizados no Funchal e em Coimbra, matriculou-se no curso de Direito da Universidade de Coimbra no ano de 1847, formando-se bacharel no ano de 1852. Terminado o curso, regressou à ilha da Madeira, passando a exercer advocacia na cidade do Funchal.
Nas eleições gerais de 1 de Janeiro de 1860 (12.ª legislatura da Monarquia Constitucional Portuguesa) foi eleito deputado pelo círculo uninominal de Ponta do Sol, tomando posse na Câmara dos Deputados com juramento a 31 de Janeiro daquele ano. Iniciou a sua carreira como deputado integrando as comissões parlamentares de infracções e do crédito predial, a que se juntaram diversas comissões eventuais no âmbito fiscal e legislativo, o que fizeram dele um deputado particularmente atento às questões fiscais, em particular às questões específicas do ordenamento jurídico-fiscal das Ilhas Adjacentes.
Logo na sua primeira legislatura integrou a comissão de resposta ao discurso da Coroa, distinguindo-se pela fundamentação jurídica das suas posições, com intervenções assíduas e longas em defesa dos interesses do seu círculo eleitoral, não hesitando em opor-se a deputados madeirenses mais experientes e a figuras cimeiras do universo parlamentar do tempo, como o visconde de Asseca, Casal Ribeiro e Santana Vasconcelos.
Na legislatura seguinte, voltou a ser eleito pelo círculo da Ponta do Sol, mantendo uma aguerrida defesa dos interesses madeirenses, com múltiplas propostas, em especial em matéria de saúde e em matéria fiscal. Merece destaque a sua proposta de extinção do imposto da faxina que ainda vigorava na Madeira, o qual obrigava a uma contribuição anual de cinco dias de trabalho imposta a todos os homens adultos, que ele classificou na sua intervenção parlamentar como inadmissível num país culto e desigual, pois para os proprietários, capitalistas ou comerciantes era insignificante, mas para um trabalhador pagar o imposto significava, muitas vezes, passar fome.
Nas duas legislaturas seguintes (1865 e 1865-1868) foi reeleito, sempre pelo círculo da Ponta do Sol, mantendo a sua postura de defesa dos interesses insulares, particularmente na busca da modernização do sistema fiscal aplicado nas Ilhas Adjacentes. Foi nesse contexto que defendeu a extinção dos dízimos e a sua substituição pela contribuição predial, apesar de reconhecer que a medida era impopular na Madeira, onde grassava uma grande desconfiança em relação a inovações fiscais. Outra área que mereceu múltiplas intervenções foram as ligações marítimas e as obrigações de serviço público impostas nas carreiras que ligavam a ilha ao território metropolitano e às colónias portuguesas.
Também se dedicou às questões aduaneiras, em particular às normas proteccionistas aplicadas às culturas insulares, como as que criavam um regime pautal específico para o tabaco, os vinhos e o álcool produzidos nas ilhas da Madeira e Açores.
Fez parte da comissão parlamentar que analisou as propostas de Código Civil que deram lugar à aprovação do código civil de 1867. Nessa comissão votou com a maioria, dando importantes contributos para a elaboração do diploma.
Em paralelo com a sua carreira como deputado, foi funcionário da Fazenda Pública, especializando-se em questões fiscais. Exerceu as funções de Director-Geral das Contribuições Directas.
Faleceu em Lisboa, a 14 de Julho de 1875, com apenas 47 anos de idade. Tinha carta do Conselho de Sua Majestade Fidelíssima.